# Carla Laemmle
Carla Laemmle (Chicago, 20 de outubro de 1909 — Los Angeles, 12 de junho de 2014 ) foi uma atriz norte-americana e sobrinha do fundador da Universal Pictures, Carl Laemmle. Participou em vários filmes durante a década de 1920 e 1930.
Laemmle entrou no cinema em 1925 para desempenhar um papel sem créditos como uma bailarina no filme mudo original, The Phantom of the Opera e um pequeno papel na versão inícial de Dracula. É a última sobrevivente do elenco dos dois filmes clássicos. Laemmle continuou a aparecer em pequenos papéis até o final de 1930 e desapareceu da tela de cinema. Ela rapidamente saiu da aposentadoria para interpretar um vampiro em The Vampire Hunters Club (2001).
Em 2004, apareceu em um documentário The Road to original de Drácula (1999), uma peça suplementar incluída no DVD de 2004, Dracula: The Legacy Collection. Neste clássico filme, ela interpretou uma passageira de óculos andando numa carruagem com Renfield quando está viajando para o castelo de Drácula. Neste documentário, Laemmle orgulhosamente afirma:. "Tive o privilégio de falar as primeiras palavras num filme de terror".
Em 2009, o livro Growing Up With Monstros foi liberado. O livro detalha sua na Universal Studios. Em 20 de outubro de 2009, comemorou seu 100 º aniversário com uma lista de convidados que incluía Ray Bradbury, George Clayton Johnson, Bela Lugosi Jr, Sara Karloff e Ron Chaney.
Em 03 de outubro de 2010 apareceu no documentário da BBC A History of Horror com Mark Gatiss, partilhando memórias de seus filmes anteriores com Lon Chaney e Bela Lugosi, em particular. Também recitou suas linhas de abertura de Dracula. Em novembro de 2010 ela fez uma aparição no documentário Moguls e estrelas de cinema:. Uma história de Hollywood para o TCM Classic Entertainment.
Faleceu na sua residência em Los Angeles, EUA no dia 12 de junho de 2014. 

## Filmografia
- Pooltime (2010)[4]
- The Vampire Hunters Club (2001)
- The Road to Dracula (1999)
- On Your Toes (1939)
- The Adventures of Frank Merriwell (1936)
- The Mystery of Edwin Drood (1935)
- Dracula (1931)
- King of Jazz (1930)
- The Hollywood Revue of 1929 (1929)
- The Broadway Melody (1929)
- The Gate Crasher (1928)
- Uncle Tom's Cabin (1927)
- Topsy and Eva (1927)
- The Phantom of the Opera (1925)